# Cipressa
Cipressa – miejscowość i gmina we Włoszech, w regionie Liguria, w prowincji Imperia.
Według danych na rok 2004 gminę zamieszkiwały 1152 osoby, gęstość zaludnienia wynosiła 128 os./km².